# 미디어웍스
주식회사 미디어웍스(일본어: 株式会社メディアワークス, MediaWorks Inc.)는 예전에 존재했던 일본 가도카와 쇼텐 그룹(가도카와 그룹 홀딩스 산하)의 출판사이다. 〈전격〉 브랜드를 중심으로 게임 잡지 · 만화 잡지 · 라이트 노벨 등 젊은 층을 겨냥한 서적을 주로 출판하였으며, 주요 사업인 출판 사업 이외에 자사에서 발매하는 책의 캐릭터 등을 이용한 게임 소프트웨어나 캐릭터 상품의 개발 및 판매도 실시하고 있었다.
2008년 4월 1일에 같은 가도카와 그룹 산하의 아스키와 합병해, 아스키 미디어 웍스가 되었다.

## 출판한 잡지
- 월간 코믹 전격 대왕
- 전격 G's 매거진
- 전격 하비 매거진
- 전격 마오
- 전격 플레이스테이션

## 비디오 게임

### 미디어웍스

#### 콘솔 게임
- 시스터 프린세스
- 키노의 여행
- DearS
- 후타코이
- 후타코이 얼터너티브
- 딸기 마시마로
- 키노의 여행
- 작안의 샤나
- 스트로베리 패닉!
- 일곱빛깔★드롭스

#### 포터블 게임
- 시스터 프린세스 리퓨어
- 앨리슨
- 이리야의 하늘, UFO의 여름
- 작안의 샤나
- 바카노!

### 아스키 미디어 웍스

#### 콘솔 게임
- 노기자카 하루카의 비밀

#### 포터블 게임
- 일곱빛깔★드롭스
- 늑대와 향신료
- 노기자카 하루카의 비밀
- 듀라라라!!
- 트윙클☆크루세이더스
- 어떤 마술의 금서목록
- 듀라라라!!
- 로큐브!
- 사랑과 선거와 초콜릿
- 사쿠라장의 애완 그녀
- 경계선상의 호라이즌
- 로큐브!
- 골든타임 (소설)
- 러브 라이브!